# 角川
角川（かどかわ）は、富山県魚津市を流れる二級河川。角川水系の本流である。旧名は、桂川、鹿途川。

## 地理
富山県魚津市松倉付近の魚津山地（木曽平、片貝川および早月川の分水嶺）に源を発する。山間部の集落を北流し、魚津市街地を流れ、魚津市上口と魚津市新角川の境界から日本海に注ぐ。河口の真横には魚津補助港がある。

## 歴史
角川の名前の由来は、能登から鹿がこの地へ渡って来たので鹿途川とつけたものとされる。元禄の頃より「角川」と表記されるようになった。
古くは、片貝川や鴨川、早月川などと並び、魚津城の防衛の役割も果たしていた。また、流水には上流の松倉金山や河原波金山の金気が含まれていたので、古くから黄金水と称していた。夏でも長く腐らないため、河口付近では往来する船が飲用水として利用していた。
1948年8月23日、集中豪雨により角川流域で大水害が発生した。これにより両岸の堤防が2,000m以上にもおよんで決壊および亀裂が続き、角川に架けられていた木橋は湯上の学校橋を除いた7橋が流失。田畑の流失埋没の程度は雨後の調査を待たなければならない程甚大であった。
1949年夏にも、集中豪雨による水害が発生しているが、この時は住宅1戸が流失している。

## 河川施設
- 角川ダム（富山県魚津市鹿熊） - 高さ58.5m、長さ180mのロックフィルダム。昭和期に頻発した洪水の対策として1978年に完成[5]。

## 支流
- 富川（とみかわ） - 角川水系最大の支流[6]。